# ガイハトゥ
ガイハトゥ（ᠭᠠᠶᠺᠠᠲᠦ 転写: γaykhatü、ペルシア語: گیخاتوخان 転写: gjḫatu ḫan、海合都、キリル文字転写: Гайхату、? - 1295年3月24日）またはゲイハトゥ（Geykhatu）は、イルハン朝の第5代君主（イル・カン、ハン、在位：1291年7月23日 - 1295年3月24日）。『集史』などのペルシア語資料では كيخاتو（Kaykhātū）と表記される。第2代君主アバカ・ハンの次男で、母はトトカリウト・タタル氏族のノクダン・ハトゥン。先代のアルグンの異母弟にあたる。

## 名前
この人物の本名はイリンチン=ドルジ（Irinčin-Dorǰi > Irīnǧīn Durǧī）であるが、『集史』などのペルシア語史料ではほとんどの場合كيخاتو（Kyḫatw）という名前で表記される。このكيخاتوは慣例的にガイハトゥ（Gayḫātū）と読まれ、「神威/驚奇」を意味するモンゴル語qayiqaが転訛したものとされる。
しかし、近年の研究の進展により、「كيخاتو」という人名の読みについて新たな説が出されるようになった。松井太らの研究者は、（1）同時代のモンゴル語史料中に動詞としてのγayiqa-という形はあっても名詞としてのqayiqatuもしくはqayiqaという用法が存在しないこと、（2）ウイグル文字のQ（ᠬ）はアラビア文字では多くの場合K/G（گ/ک）ではなくQ/Ġ/Ḫ（خ/غ/ق）で表されること、（3）モンゴル王族名のアラビア文字表記・ウイグル文字表記を併記する『五族譜』ではكيخاتوのことをウイグル文字でKyq’dwと表記しており、 Kiqatu/Giqatという読みが導かれること、（4）「كيخاتو」の読みをKiqatuとすると『東方見聞録』に見えるChiatoなどの表記とよく合致すること、などの点によりガイハトゥ（Gayḫātū）ではなくキハト（Kiqatu）という表記を用いるようになっている。

## 生涯

### 即位以前
叔父のテグデルが即位した後の1283年初春に兄のアルグンがカラウナス万戸隊とともに駐留していた冬営地バグダードで蜂起した時、従弟のバイドゥらとともにこれに従っていた。アルグンは父アバカが領有していたホラーサーン地方への入府を口実にイラン高原へ出発した。ライなど諸都市で独自に財務官僚たちの任免を行い軍資金の徴発を行い始めたため、タブリーズのテグデルとの対立は不可避になった。1284年1月18日、アルグンを擁護していた叔父でテグデルの次弟であった王族コンクルタイが、テグデルの筆頭部将アリーナクに捕殺される事件が起き、アルグン麾下の諸将や官僚たちもタブリーズへ連行された。ガイハトゥはこの時辛くもホラーサーンへ逃げ延びる事が出来た。
1284年8月11日、アルグンが即位し王族たちに各地の所領の統治権を任命しているが、ガイハトゥはルーム・セルジューク朝のあるアナトリア方面を任されていたようである。
1291年1月19日、アルグンが冬営していたアッラーン地方（現在のアゼルバイジャン共和国）で病没した。アルグン麾下の諸将は国内各地の王族たちへ訃報を伝えるため使者を派遣したが、アバカ家の親衛軍であったカラウナス万戸隊長タガチャルは、ホラーサーンを領有し部将ノウルーズ麾下のカラウナス軍と対立していた嫡子ガザンの即位を警戒していた。そのためアナトリア（ルーム）地方のガイハトゥの推戴を企図して使者を送ったが、アナトリア地方の勢力が権力を握る事を恐れ、アルグンの将軍たちはバグダード方面にいたバイドゥの推戴を決めた。この知らせを聞いたガイハトゥは怒ったが、バイドゥは自分が年長者でないこととガイハトゥからの報復を怖れてこの勧誘を固辞した。アルグンの正妃ウルク・ハトゥン（オルジェイトゥの生母）がガイハトゥの即位に賛意を表したため、5月には君主位の継承がほぼ固まった。

### 即位
1291年7月23日、こうしてヴァン湖西部のアフラート（en）の近郊で最初の即位が行われた。

### 紙幣の発行
ガイハトゥは西アジアで初めて紙幣の発行をしたことで有名である。大元ウルスの交鈔（中統元寶交鈔など）に倣ったもので、チャーウ چاو chāw （チャーヴ chāv 、鈔の音写）と呼ばれた。ただしこれはガイハトゥ自身の放蕩による乱費で国庫が悪化したため、緊急的な経済対策として行なわれたものであり、紙幣の発行はかえって物価騰貴などの経済混乱を招き、わずか2ヶ月で紙幣は無効化され、ガイハトゥ自身の権威も地に墜ちる結果となった。

### 晩年と無惨な最期
『集史』などによれば、晩年、酒宴の席で酔いに任せて旗下の将軍にバイドゥを殴打させたため、両者の仲は急激に悪化したという。ガイハトゥは後悔して謝罪したが、バイドゥはその宴席から退出した後、モースル駐在の司令官を殺害してバグダードなどのイラク南部の諸都市の支配権を奪取し、両者の対立は本格的な紛争にまで発展した。ガイハトゥの筆頭部将アク・ブカらはバイドゥに対抗するためイラン北西部一帯の諸将の抱き込みを計ったが、アルグンの筆頭部将であったタガチャルはバグダードなどの権益を守るためバイドゥ側を支持する動きを見せ、アク・ブカ旗下の諸軍さえタガチャル支持に回り離反する状況にまで陥った。ガイハトゥはアク・ブカの勧めに従いオルドがあったアッラーン地方で再起を計ろうとしたが、オルドに到着した間も無くクンチャクバル、ドラダイらバイドゥ派の将軍たちにオルドを襲撃され、ガイハトゥはついに拘禁された。バイドゥ派の将軍たちは命乞いをするガイハトゥを罵倒した上、弓の弦で従者3人ごとガイハトゥを絞殺したと言う。1295年3月24日であった。
イラン北西部のモンゴル諸将はバイドゥをクガラ川とチャガトゥ川の合流地点に集結し、バイドゥ推戴のための使者を送り、4月にはハマダーンでバイドゥが即位することとなった。

## 宗室
『集史』「ガイハトゥ紀」によると、アルグンには男子は3人、女子も4人いたという。

### 父母
- 父　アバカ
- 母　ノクダン・ハトゥン

### 后妃
- アーイシャ・ハトゥン[※ 2]
- ドンデイ・ハトゥン[※ 3]
- イルトゥズミシュ・ハトゥン[※ 4]
- パードシャー・ハトゥン[※ 5]
- ウルク・ハトゥン[※ 6]
- ブルガン・ハトゥン[※ 7]

#### 側室
- ナナイ
- エセン

### 男子
- 長男　アラーフランク　母 ドンデイ・ハトゥン、ジハーン・テムルの父
- 次男　イーラーン・シャー　母 同上
- 三男　チン・プーラード　母 ウルク・ハトゥン

### 女子
- 長女　オラ・クトルグ　母 アーイシャ・ハトゥン
- 次女　イル・クトルグ　母 同上
- 三女　アラ・クトルグ　母 同上
- 四女　不詳[※ 8]